# Совдозеро (озеро, Поросозерское сельское поселение, юго-западное)
Совдозеро — пресноводное озеро на территории Поросозерского сельского поселения Суоярвского района Республики Карелии.

## Общие сведения
Площадь озера — 2 км². Располагается на высоте 174,8 метров над уровнем моря.
Форма озера продолговатая: оно более чем на два с половиной километра вытянуто с северо-запада на юго-восток. Берега изрезанные, каменисто-песчаные, местами заболоченные.
С юга в Совдозеро впадает безымянная протока, несущая воды озёр Кягиярви и Тумасозера. С севера берёт начало река Совдозерка, впадающая в озеро Кинаспуоли, соединяющееся короткой протокой с рекой Суной.
В озере расположено не менее семи небольших безымянных островов, рассредоточенных по всей площади водоёма.
Населённые пункты вблизи водоёма отсутствуют.
Код объекта в государственном водном реестре — 01040100211102000017937.